# Гофкригсрат

Венская площадь Ам Хоф в 1865 году. Гофкригсрат, позднее, военное министерство помещались здесь в доме номер 17, здание это было незадолго до Первой мировой войны снесено.

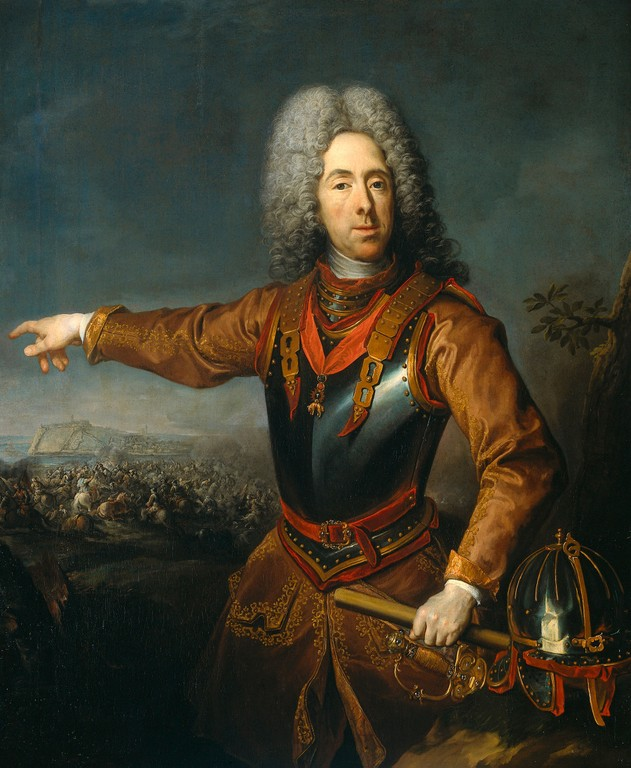
Евгений Савойский, президент гофкригсрата с 1703 по 1736 год.

Гофкригсрат (нем. Hofkriegsrat; дословно: Придворный военный совет) — учрежденный, в 1486 году, германо-римским императором Максимилианом I под названием «постоянного военного совета», орган государственной власти Священной Римской империи германской нации, а затем Австрийской империи, заседавший в Вене, с 1556 года по 1848 год. 
Влияние этого учреждения весьма вредно отзывалось на военных действиях. Придворный военный совет, заседая в Вене (столице), постоянно стремился руководить военными действиями из неё на театре войны, чтобы предначертать каждый шаг австрийских главнокомандующих, и до крайности стеснял их в принятии того или иного решения соответственно обстоятельствам данной минуты войны.

## История
Германо-римским императором Максимилианом I, в 1486 году был учреждён Придворный военный совет.
В ведении гофкригсрата, названного так в 1564 году, находились все вопросы, связанные с организацией военного дела в мирное время и ведением войны. В 1565 году был создан параллельный совет в Граце, отвечавший за оборону самой Австрии и организацию пограничной службы, это разделение было ликвидировано при Марии-Терезии. Все реформы австрийских императоров, начиная с первой половины XVII века и кончая правлением Иосифа II, были направлены на дальнейшую централизацию всего управления военным делом в гофкригсрате.
При эрцгерцоге Карле, возглавлявшем гофкригсрат в 1801—1809 годах, была впервые учреждена должность военного министра. Он же разделил гофкригсрат на три отдела: собственно военный, юридический и организационный, подчинённый непосредственно президенту гофкригсрата.
В 1848 (1849) году гофкригсрат был преобразован в военное министерство.

## Президенты гофкригсрата
1. Эренрайх фон Кёнигсберг (1556—1560)
2. Гебхард фон Вельцер (1560—1566)
3. Георг Тойфель фон Гунтерсдорф (1566—1578)
4. Вильгельм фон Хофкирхен (1578—1584)
5. Давид Унгнад фон Вайссенвольф (1584—1599)
6. Мельхиор фон Редерн (1599—1600)
7. Карл Людвиг Зульц (1600—1610)
8. Ганс фон Молар (1610—1619)
9. Иоганн Каспар фон Штадион (1619—1624)
10. Рамбольд Коллальто (1624—1630)
11. Ганс Кристоф фон Лёбель (1630—1632)
12. Генрих фон Шлик (1649—1665)
13. Венцель фон Лобковиц, герцог Саганский (1649—1665)
14. Аннибале Гонзага (1665—1668)
15. Раймундо Монтекукколи (1668—1681)
16. Герман Баден-Баденский (1681—1691)
17. Эрнст Рюдигер фон Штаремберг (1692—1701)
18. Генрих Франц фон Мансфельд (1701—1703)
19. Евгений Савойский (1703—1736)
20. Лотарь Доминик фон Кёнигсегг-Ротенфельс (1736—1738)
21. Иоганн Филипп фон Гаррах (1738—1761)
22. Леопольд Йозеф Даун (1762—1766)
23. Франц Мориц Ласси (1766—1774)
24. Андреас Хадик фон Футак (1774—1790)
25. Михаэль Иоганн Валлис (1791—1796)
26. Фердинанд Тиге (1796—1801)
27. эрцгерцог Карл Тешенский (1801—1809)
28. Генрих фон Беллегард (1809—1813)
29. Карл Филипп цу Шварценберг (1814—1820)
30. Генрих фон Беллегард (1820—1825)
31. Фридрих Франц Ксаверий Гогенцоллерн-Гехингенский (1825—1830)
32. Игнац Гюлай (1830—1831)
33. Игнац Хардегг (1831—1848)